# Štefica
Štefica je  žensko osebno ime.

## Izvor imena
Ime Štefica je različica imena Štefanija.

## Pogostost imena
Po podatkih Statističnega urada Republike Slovenije je bilo na dan 31. decembra 2007 v Sloveniji število ženskih oseb z imenom Štefica: 245. Med vsemi ženskimi imeni pa je ime Štefica po pogostosti uporabe uvrščeno na 372 mesto.

## Osebni praznik
V koledarju je ime Štefica skupaj z imenoma Štefanija, oziroma Štefan.